# Бречица
Бречица (укр. Бречиця) — правый приток Бреча, протекающий по Корюковскому и Сновскому районах (Черниговская область, Украина).

## География
Длина — 22 или 24 км. Площадь водосборного бассейна — 109 км². Русло реки (отметки уреза воды) в нижнем течении () находится на высоте м над уровнем моря, в среднем течении (южнее села Передел) — 123,0 м, в верхнем течении (севернее Корюковки) — 131,8 м. 
Русло слабо-извилистое. Русло на протяжении почти всей длины выпрямлено в канал (канализировано). Река протекает через смешанный лес: верхнее течение правый берег (доминирование сосны и березы), среднее течение левый берег (доминирование дуба и сосны), нижнее течение (доминирование сосны и дуба), у истоков расположен лугово-болотный комплекс. В верхнем течении к руслу примыкают каналы.
Берёт начало западнее северо-восточной части (бывшее село Милейки) Корюковка (Корюковский район). Река течёт на запад. Протекает полностью по Сновскому району, за исключением незначительного приустьевого участка — Корюковскому. Впадает в Бречь в селе Михайловка (Сновский район).
Населённые пункты на реке (от истока к устью):
Корюковский район
1. Наумовка
2. Андроники